# Osvaldo Della Giustina
Osvaldo Della Giustina (Orleans, 21 de julho de 1936) é um filósofo, jornalista e historiador ítalo-brasileiro.

## Biografia
Filho de Gregorio Della Giustina e de Elisabete Della Giustina, bacharelou-se em filosofia pela Pontifícia Universidade Católica do Rio Grande do Sul, com pós-graduação em Planejamento da Educação e Planejamento Estratégico de Desenvolvimento e Segurança.
Foi deputado estadual à Assembléia Legislativa do Estado de Santa Catarina na 5ª legislatura (1963 — 1967), como suplente convocado, eleito pelo Partido Democrata Cristão (PDC).
É membro da Academia Catarinense de Letras, ocupando a cadeira 34, empossado em 26 de outubro de 1984.

## Publicações selecionadas
- Educação e Capacitação para o Trabalho, 1979
- A Idade do Homem, 1981
- Cícero Dias e seu Longo Processo de Morrer, 1983
- Crônica de uma Geração Interrompida, 1985
- Proposta Constitucional para uma Nova Sociedade, 1987
- Reflexões sobre a Educação, 1990
- A Menina dos Anjos, 1995
- Roteiros para o Centro do Mundo, 1999
- Humanização da Sociedade — A Revolução do Terceiro Milênio, 2001